# Ronsele
Ronsele is een dorp in de Belgische provincie Oost-Vlaanderen en een deelgemeente van Lievegem, het was een zelfstandige gemeente tot aan de gemeentelijke herindeling van 1977. Ronsele maakt deel uit van het Meetjesland en ligt net ten noorden van het centrum van Zomergem, waarmee het nagenoeg vergroeid is geraakt.

## Geschiedenis
De plaats werd reeds vermeld in 861 als Ronseleda. In 1105 werd het patronaat van de kerk aan de Gentse Sint-Baafsabdij geschonken. Het dorp werd toen als Rondeslo vermeld.
Ten oosten van het dorp werd in 1855 het Schipdonkkanaal gegraven. Door de ligging aan dit kanaal kreeg het dorp het zwaar te verduren tijdens de twee wereldoorlogen. In de Eerste Wereldoorlog werden de kerk en verscheidene huizen in het dorp getroffen.
Op 1 januari 1977 werd de toenmalige gemeente Ronsele bij Zomergem gevoegd. Op 1 januari 2019 werd de gemeente Zomergem, inclusief Ronsele, op haar beurt onderdeel van de gemeente Lievegem.

## Demografische ontwikkeling
- Bronnen:NIS, Opm:1831 tot en met 1970=volkstellingen; 1976 = inwoneraantal op 31 december

## Bezienswaardigheden
- De Sint-Gangulfuskerk is een klein zaalkerkje. In zijn huidige vorm dateert het uit 1665. Na oorlogsschade in de Eerste Wereldoorlog diende de kerk weliswaar bijna volledig heropgebouwd te worden.
- Het Kasteel van Ronsele

## Natuur en landschap
Ronsele ligt in Zandig Vlaanderen nabij de cuesta van Oedelem-Zomergem, met de kom op ongeveer 12,5 meter hoogte. In het westen ligt het hoogste punt, de Steenberg, op 26 meter hoogte. In het oosten ligt het Schipdonkkanaal, waarin ter hoogte van Ronsele ook de Lieve uitmondt. De hoogte bedraagt hier slechts 9 meter. Ten noordwesten van Ronsele ligt het Maldegemveld.

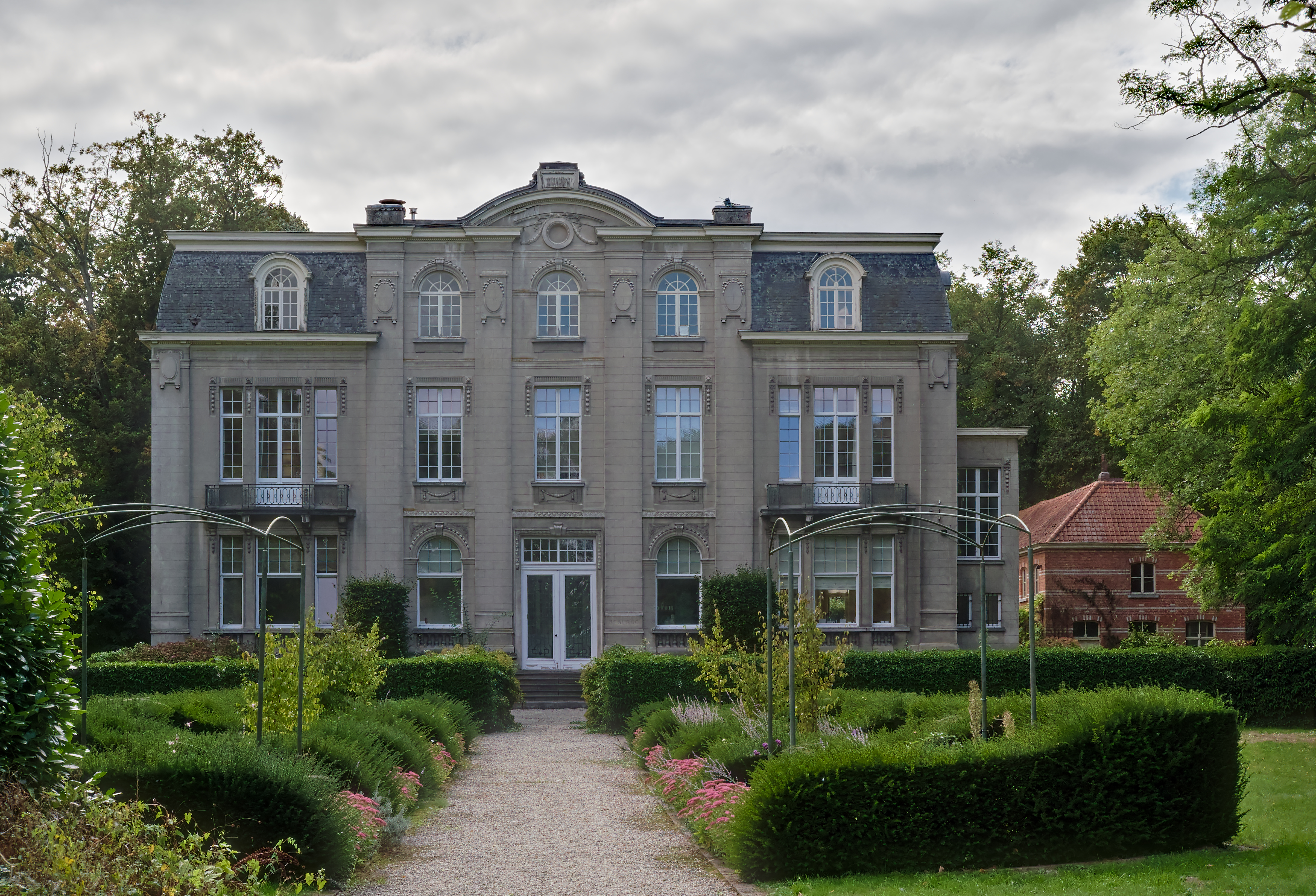
Kasteel van Ronsele
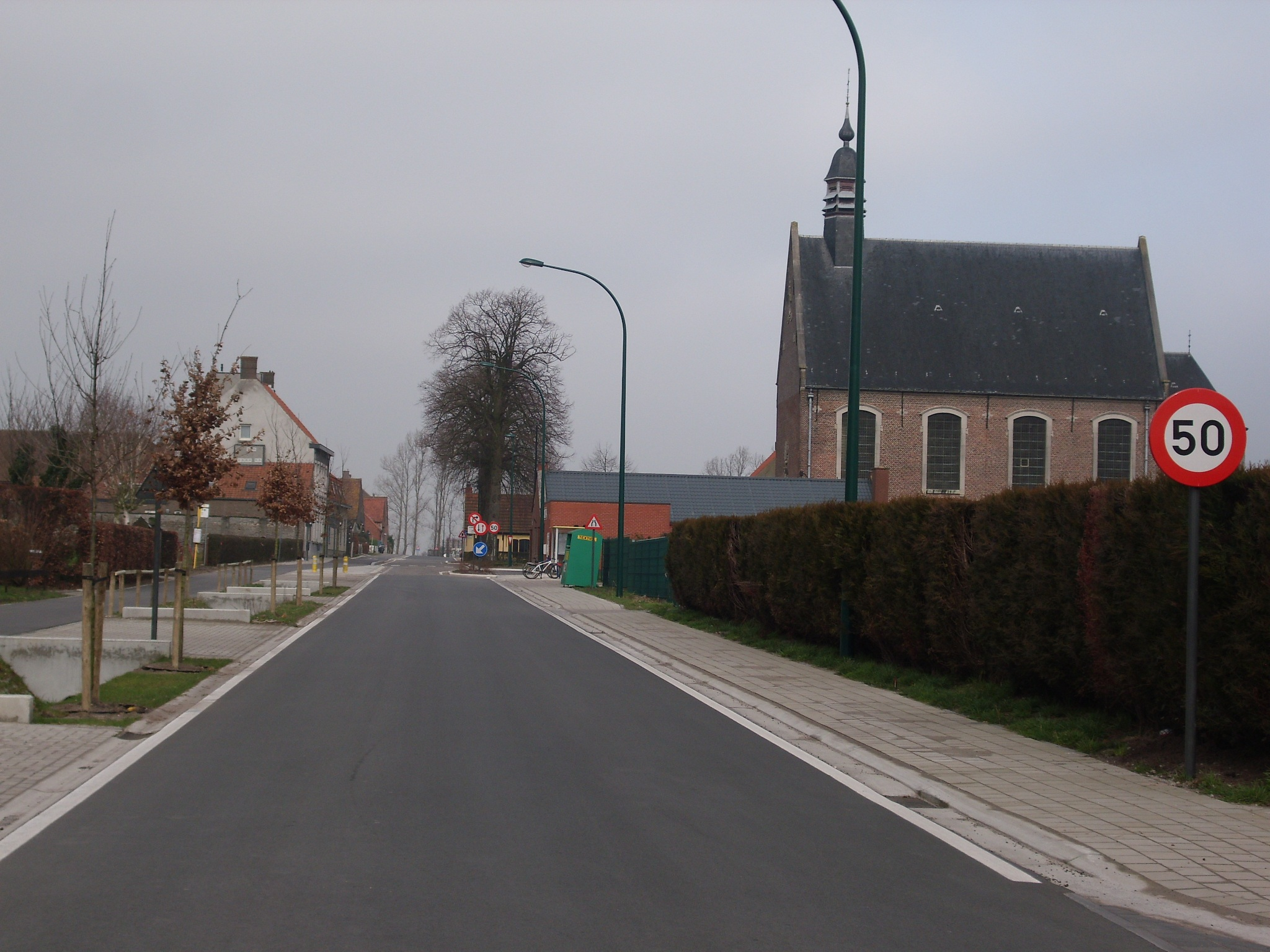
De Burgemeester Henri Ryckaertstraat
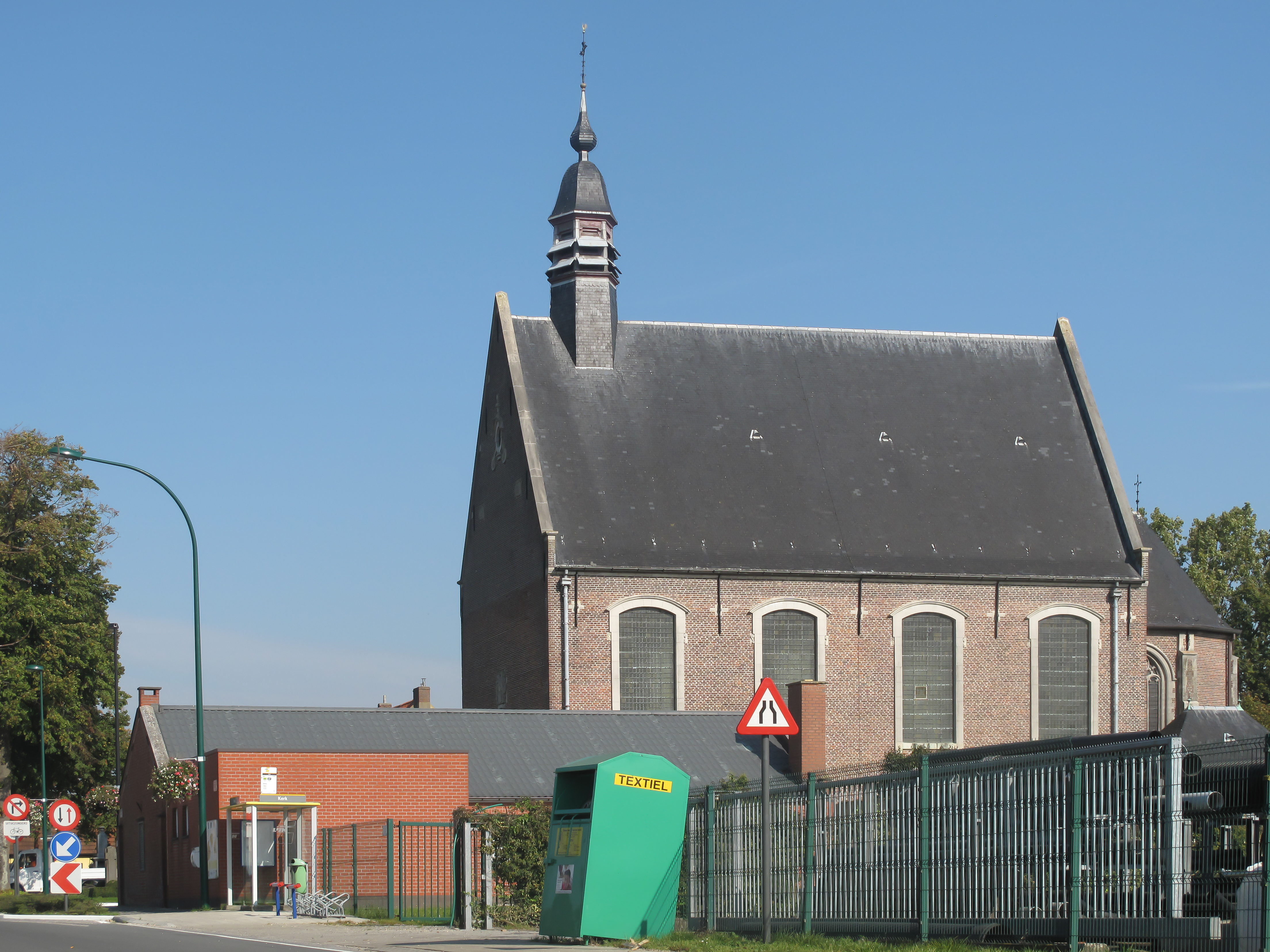
Sint-Gangulfuskerk

## Nabijgelegen kernen
Zomergem, Oostwinkel, Waarschoot